# CV-70
La carretera CV-70 és la unió de l'interior del sud de la Comunitat Valenciana amb la costa i Benidorm.

## Nomenclatura

Indicador

La carretera CV-70 pertany a la Xarxa de carreteres de la Generalitat Valenciana. El seu nom ve de la CV (que indica que és una carretera valenciana) i el 70, és el número que rep la carretera, segons l'ordre de les nomenclatures de les carreteres del País Valencià.

## Traçat actual

### Municipis i zones d'interés properes[1][2]
- Alcoi
- Penella
- Benilloba
- Benasau
- Ares del Bosc
- Confrides
- Benifato
- Benimantell
- Polop
- La Nucia
- Benidorm

## Futur de la CV-70
En un futur pròxim, aquesta carretera permetrà circular entre Alcoi i Benidorm a una velocitat al voltant de 100 quilòmetres per hora. La nova carretera millorarà notablement el trànsit entre Alcoi i Benidorm, amb velocitats de fins a 100 quilòmetres per hora. Aquest nou eix ocuparà un total de 55 quilòmetres, que haurà de resoldre les dificultats orogràfiques. Així mateix, al projecte licitat s'inclou la creació d'una autovia entre els municipis de La Nucia i Altea, amb una longitud de 8,5 quilòmetres. El temps d'execució del project s'estableix en 24 mesos, dels quals els dotze primers seran per a la redacció del projecte bàsic i de l'estudi d'impacte ambiental i els dotze darrers per a redactar el projecte de construcció de la variant.